# Serniki-Kolonia
Serniki-Kolonia – kolonia w Polsce położona w województwie lubelskim, w powiecie lubartowskim, w gminie Serniki.
| SIMC    | Nazwa     | Rodzaj    |
| ------- | --------- | --------- |
| 0391064 | Kępina    | część wsi |
| 1020855 | Łysa Góra | część wsi |

W latach 1975–1998 miejscowość administracyjnie należała do ówczesnego województwa lubelskiego.
Wieś stanowi sołectwo gminy Serniki. Według Narodowego Spisu Powszechnego z roku 2011 wieś liczyła 410 mieszkańców.
Wierni Kościoła rzymskokatolickiego należą do parafii św. Marii Magdaleny w Sernikach.